# Ирсу
Ирсу (егип. Yrsw «Кто сделал себя сам») или Су (егип. Sw) — имя представителя шасу, который между XIX и XX династиями правил азиатскими владениями Египта, номинально подчиняющимися египетскому правительству.

## Биография
Имя Ирсу не египетское, так как ему сопутствует знак определитель (палица), проставляющийся после иноземных имён.
Усиление Ирсу продиктовано противостоянием Аменмеса и Сети II, приведшим к экономическим проблемам и нестабильности в стране. На понимание обстановки того периода может пролить свет Папирус Харриса, перевод которого представляет сложность. Джеймс Брестед в 1906 году сделал перевод папируса, где сказано:

Слушайте, вы, чтобы я мог сообщить вам о моих благодеяниях, которые я совершил, когда был царём народа. Землю Египетскую низвергли чужаки, и каждого человека лишили права; у них не было главного рта много лет до других времён. Земля Египетская была в руках вождей и правителей городов; человек убивал ближнего своего — большого и малого. После наступили новые времена с пустыми годами, — некий сириец Ирсу стал во главе. Он установил налог по всей земле; он объединил своих соплеменников и разграбил их имущество. Они сделали богов подобными людям, и в храмах не проводились подношения.Оригинальный текст (англ.)Hear ye that I may inform you of my benefactions which I did while I was king of the people. The land of Egypt was overthrown from without, and every man was (thrown out) of his right; they had no chief mouth for many years formerly until other times. The land of Egypt was in the hands of chiefs and of rulers of towns; one slew his neighbor, great and small. Other times having come after it, with empty years, Yarsu, a certain Syrian was with them as chief. He set the whole land tributary before him together; he united his companions and plundered their possessions. They made the gods like men, and no offerings were presented in the temples.

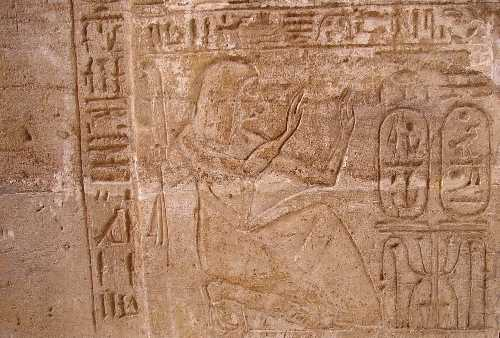
Казначей Бай на дверном косяке храма Амада в Нубии, изображен поклоняющимся картушу Саптаха

Ирсу традиционно считался тождественным визирю Баю, занимавшему высокие государственные посты в конце XIX династии. Однако в феврале 2000 года благодаря исследованию остракона № 1864 из Дейр эль-Медины удалось прочитать надпись, что Бай был казнён на пятый год правления Саптаха. Поскольку канцлер Бай умер за несколько лет до Ирсу, он больше не считается вероятным кандидатом на роль этой исторической фигуры.

### На египетских территориях в Ханаане
В 1979 году египтолог Ганс Гёдике составил новый перевод папируса, основываясь на детальном анализе грамматики:

Земля Египетская была оставлена за границей, а каждый человек со своей верностью, у него не было главного говорящего [то есть фараона] много лет до других времён, когда земля Египетская была под вождями и городскими правителями — один был убит [фараон], его сменили негодные сановники [второй фараон]. Другой из семьи пришёл после него в пустые годы [третий фараон], когда Су, Хару с ними, вёл себя как вождь и заставил всю землю служить ему одному. Он присоединил своих подчинённых и расхитил их имущество, когда с богами обращались, как с людьми, и не совершались жертвоприношения в храмах.Оригинальный текст (англ.)The land belonging to Egypt was abandoned abroad and every man in his loyalty, he did not have a chief-spokesman [i.e. a pharaoh] for many years first until the times of others when the land belonging to Egypt was among chiefs and city-rulers — one was killed [the pharaoh], his replacement was a dignitary of wretches [a second pharaoh]. Another of the family happened after him in the empty years [a third pharaoh], when Su, a Kharu with them, acted as chief and he made the entire land serviceable to him alone. He joined his dependant in seizing their property, when the gods were treated just like men, as one did not perform offerings inside the temples.
Согласуясь с текстом, Гёдике предполагает, что Сети II не укрепил власть и контроль в регионе, Саптаха не уважали, а Таусерт заключила союз с Ирсу, который оставался де-факто правителем региона.
О конце Ирсу известно из фрагмента папируса, повествующего о приходе к власти Сетнахта:

Но когда боги обратились к миру, чтобы вернуть на землю закон в соответствии с обыденностью, они поставили на великий престол своего сына, который вышел из их членов, правителем — да будет он жив, здоров и невредим (Ж. З. Н.) — каждой земли, (даже) Усерхара-Сетепенра-Мериамон, Ж. З. Н., сын Ра, Сетнахт-Мерирра-Мериамон, Ж. З. Н. Он был Хепри-Сетом, когда пришёл в ярость; он привёл к порядку некогда непокорную землю; он убил мятежников в земле Египетской; он очистил великий престол Египта; он был правителем, Ж. З. Н., Обеих земель на престоле Атума. Он дал готовые лица, которые некогда отвернулись. Каждый знал своего замурованного в стену брата. Он основал храмы для божественных подношений, чтобы возносить…Оригинальный текст (англ.)But when the gods inclined themselves to peace, to set the land (in) its right according to its accustomed manner, they established their son, who came forth from their limbs, to be Ruler, L. P. H., of every land, upon their great throne, (even) Userkhare-Setepnere-Meriamon, L. P. H., Son of Re, Setnakht-Mererre-Meriamon, L. P. H. He was Khepri-Set, when he is enraged; he set in order the entire land which had been rebellious; he slew the rebels who were in the land of Egypt; he cleansed the great throne of Egypt; he was Ruler, L. P. H., of the Two Lands, on the throne of Atum. He gave ready faces, which had been turned away. Every man knew his brother who had been walled in. He established the temples in possession of divine offerings, to offer...
На стеле Сетнахта из Элефантины сказано, как изгнанные азиатские мятежники, убегая, бросали много золота, серебра и меди, награбленных в Египте, — на эти средства они планировали нанять азиатских солдат. Усмирение фараоном Египта также отражено в Папирусе Харриса. Стела Сетнахта из Элефантины гласит:

Его Величество, Ж. З. Н. был подобен своему отцу Сету, который протянул руки, чтобы убрать из Египта введших страну в заблуждение, и сила (отца) защищала (его).Оригинальный текст (англ.)His Majesty, life, prosperity, health, was like his father Seth who stretched out his arms in order to remove from Egypt those who led it astray, his strength surrounding (him) with protection.
Есть некоторое сходство[уточнить] с биографией Иосифа (Библия) — В. В. Струве указывал на схожесть описания Ирсу и Иосифа: если Ирсу со своими товарищами грабили египтян, то Иосиф по Библии скупал за бесценок в годы голода имущество народа. Ирсу назван тексте Папируса Харриса «хару», в то же время страна «Хару» имела связь с израильским народом согласно Стеле Мернептаха. С. Я. Лурье оппонировал данной гипотезе, подчёркивая, что между библейским Иосифом, — лояльнейшим министром египетского фараона, спасшим Египет от гибели, и князем-азиатом, кощунствовавшим и грабившим египтян, — нет решительно ничего общего. В некоторых советских источниках делались попытки усмотреть в «восстании Ирсу» проявление классовой борьбы:

Что это был за сириец, который захватил власть в Египте в эти годы, и какое участие принимали в этом восстании рабы, мы, к сожалению, не знаем. Как и всегда в истории древнего Востока, источники, составленные представителями господствующего класса, крайне скудно освещают движения трудящихся. По-видимому, однако, произошли серьёзные выступления низов египетского общества, которые потрясли до основания всё здание государства Нового царства.